# Praedicate evangelium
La constitución apostólica Praedicate evangelium (en latín: Predicar el evangelio), promulgada por el papa Francisco el 19 de marzo de 2022, es el texto legislativo que reforma la composición y competencias de los distintos departamentos (conocidos en la terminología canónica como dicasterios) y organismos que conforman la curia romana. 
Entró en vigor el 5 de junio de 2022, abrogando y sustituyendo la normativa precedente, contenida en la constitución Pastor Bonus promulgada por el papa Juan Pablo II en 1988.

## Historia

### Preparación
La reforma de la curia romana había sido requerida por los cardenales en diversas reuniones sostenidas antes del Cónclave de 2013. Por ello, tan pronto como fue elegido como papa, Francisco empezó a trabajar en la reforma.
El Consejo de Cardenales fue creado en 2013 por el papa Francisco para revisar la constitución apostólica Pastor Bonus, vigente desde 1988. Sin embargo, en las primeras reuniones se decidió que los cambios planeados eran lo suficientemente importantes como para ameritar la redacción de una nueva constitución. El Consejo estuvo trabajando en el nuevo documento desde el 2014 y el primer borrador fue aprobado en 2018 y presentado al papa para su revisión. Posteriormente, en 2019 el borrador fue enviado a los dicasterios de la curia y a las conferencias episcopales para recibir sugerencias y opiniones.
En diciembre de 2020 el Consejo de Cardenales se reunió de manera online (a causa de la pandemia del coronavirus) con la finalidad de monitorear «los pasos dados en la redacción del texto de la nueva Constitución Apostólica, mientras se están estudiando las observaciones, enmiendas y propuestas recibidas de los Dicasterios consultados en los últimos meses».
En julio de 2021, el secretario de Estado de la Santa Sede y miembro del Consejo de Cardenales Pietro Parolin afirmó que la nueva constitución estaba «siendo estudiada por los canonistas para adaptar la terminología al carácter jurídico del documento».

### Promulgación, publicación y vigencia
La constitución apostólica fue promulgada y publicada en italiano el 19 de marzo de 2022, fecha que coincidió con el día de San José y con el noveno aniversario de la inauguración de Francisco como papa. El 21 de marzo de 2022 el documento fue oficialmente presentado en la Sala de Prensa de la Santa Sede. Al día siguiente, se realizó una corrección en el texto del artículo 93°, sustituyendo una referencia al cuidado de «la forma extraordinaria del rito romano» por «el uso - concedido según normas establecidas - de los libros litúrgicos antes de la reforma del Concilio Vaticano II». Praedicate evangelium entró en vigor el 5 de junio de 2022, fecha de la solemnidad de Pentecostés, con lo cual quedó totalmente abrogada y sustituida la Constitución Apostólica Pastor Bonus, completándose así la reforma de la Curia romana.

## Contenido
Praedicate evangelium reorganizó el gobierno de la Curia romana y unificó en un mismo texto las reformas que el papa Francisco ya había implementado previamente, como la de la entonces denominada Congregación para la Doctrina de la Fe, cuya estructura interna había sido modificada en febrero de 2022 mediante el motu proprio Fidem servare. Asimismo, en cuanto a la orientación de la curia romana, el documento establece que esta «no se sitúa entre el papa y los obispos, sino que se pone al servicio de ambos en las formas propias de la naturaleza de cada uno» (Preámbulo, núm. 8) y coloca en un lugar preferente al Dicasterio para la Evangelización, el cual «es presidido directamente por el Romano Pontífice» (art. 54°), resaltando con ello que el motivo principal de la reforma fue enfatizar que la labor primordial de la Iglesia debe ser la evangelización.

### Curia romana
La constitución define a la curia romana como «la institución de la cual el Romano Pontífice se vale ordinariamente en el ejercicio de su supremo oficio pastoral y su misión universal en el mundo (art. 1°), resalta su carácter pastoral (arts. 2 al 6) y fija los principios operativos que debe tener presente (arts. 7 al 11). Asimismo, precisa que «la Curia romana está compuesta por la Secretaría de Estado, los dicasterios y otros organismos todos jurídicamente iguales entre sí» (art. 12°).

### Rol de los laicos
Praedicate evangelium establece que el rol de los laicos en el gobierno de la curia es esencial debido a su cercanía con la vida familiar y la realidad social. Por lo tanto, el documento prevé que los laicos pueden tomar parte en las funciones de gobierno dentro de la curia romana, siempre que «se distingan por su vida espiritual buena experiencia pastoral, sobriedad de vida y amor a los pobres, espíritu de comunión y servicio» (Principios y Criterios para el Servicio de la Curia romana, num. 7). No obstante, la Santa Sede precisó luego que no todas las instituciones son aptas para los laicos, pues el derecho canónico establece también que «los clérigos deben decidir en asuntos que afectan al clero», por lo que ciertos dicasterios como el de obispos, sacerdotes y culto necesariamente necesitarán ministros ordenados para dirigirlos.

### Estructura de la curia romana
Con la nueva constitución se varió la nomenclatura de los departamentos de la curia que anteriormente se denominaban congregaciones o consejos pontificios, los cuales pasaron a llamarse dicasterios. Por ejemplo la Congregación para la Doctrina de la Fe pasó a denominarse Dicasterio para la Doctrina de la Fe. Asimismo, se reorganizó la estructura y funciones de otros estamentos de la curia.
- Secretaría de Estado
- Dicasterios
  - Dicasterio para la Evangelización
  - Dicasterio para la Doctrina de la Fe
  - Dicasterio para el Servicio de la Caridad (Limosnería Apostólica)
  - Dicasterio para las Iglesias Orientales
  - Dicasterio para el Culto Divino y la Disciplina de los Sacramentos
  - Dicasterio de las Causas de los Santos
  - Dicasterio para los Obispos
    - Pontificia Comisión para América Latina

  - Dicasterio para el Clero
  - Dicasterio para los Institutos de Vida Consagrada y las Sociedades de Vida Apostólica
  - Dicasterio para los Laicos, la Familia y la Vida
  - Dicasterio para la Promoción de la Unidad de los Cristianos
  - Dicasterio para el Diálogo Interreligioso
  - Dicasterio para la Cultura y la Educación
  - Dicasterio para el Servicio del Desarrollo Humano Integral
  - Dicasterio para los Textos legislativos
  - Dicasterio para la Comunicación
- Organismos de justicia
  - Penitenciaría Apostólica
  - Supremo Tribunal de la Signatura Apostólica
  - Tribunal de la Rota Romana
- Organismos económicos
  - Consejo para la economía
  - Secretaría de Asuntos Económicos
  - Administración del Patrimonio de la Sede Apostólica
  - Oficina del Revisor General
  - Comisión de Materia Reservada
  - Comité para las inversiones
- Oficinas
  - Prefectura de la Casa Pontifica
  - Oficina de las Celebraciones Litúrgicas del Sumo Pontífice
  - Camarlengo de la Santa Iglesia Romana

Por último la constitución apostólica regula también la relación con la Santa Sede de determinadas personas e instituciones
- Abogados
  - Registro de Abogados de la Curia Romana
  - Cuerpo de Abogados de la Santa Sede
- Instituciones vinculadas con la Santa Sede
  - Archivo Apostólico Vaticano
  - Biblioteca Apostólica Vaticana
  - Fábrica de San Pedro
  - Comisión Pontificia de Arqueología Sacra
  - Pontificia Academia de las Ciencias
  - Pontificia Academia de las Ciencias Sociales
  - Pontificia Academia para la Vida
  - Agencia de la Santa Sede para la Evaluación y Promoción de la Calidad de las Universidades y Facultades Eclesiásticas
  - Autoridad de Supervisión e Información Financiera